# Velký Oju
Velký Oju (rusky Больший Ою) je řeka v Něneckém autonomním okruhu v Archangelské oblasti v Rusku. Je 175 km dlouhá. Povodí má rozlohu 3070 km².

## Průběh toku
Pramení na severozápadních svazích hřbetu Paj-Choj. Ústí do průlivu Jugorský Šar, který odděluje Barentsovo a Karské moře.

## Vodní stav
Zdrojem vody jsou sněhové a dešťové srážky.